# Ołeh Kołodij
Ołeh Eduardowycz Kołodij (ukr. Олег Едуардович Колодій; ur. 16 marca 1993 w Mikołajowie) – ukraiński skoczek do wody, olimpijczyk z Tokio 2020 i z Paryża 2024, brązowy medalista mistrzostw świata, mistrz i wicemistrz Europy.

## Życie prywatne
Studiował matematykę na Mikołajowskim Uniwersytecie Narodowym.

## Udział w zawodach międzynarodowych
| Impreza                                                             | Rok  | Miejsce   | Konkurencja                            | Wynik  | Wynik   |
| Impreza                                                             | Rok  | Miejsce   | Konkurencja                            | Punkty | Miejsce |
| ------------------------------------------------------------------- | ---- | --------- | -------------------------------------- | ------ | ------- |
| Igrzyska olimpijskie                                                | 2020 | Tokio     | trampolina 3 m indywidualnie           | 351.25 | 22.     |
| Igrzyska olimpijskie                                                | 2024 | Paryż     | trampolina 3 m synchronicznie          | 348.27 | 7.      |
| Mistrzostwa świata w pływaniu                                       | 2013 | Barcelona | trampolina 1 m indywidualnie           | 375.75 | 12.     |
| Mistrzostwa świata w pływaniu                                       | 2015 | Kazań     | trampolina 1 m indywidualnie           | 423.50 | 5.      |
| Mistrzostwa świata w pływaniu                                       | 2015 | Kazań     | trampolina 3 m indywidualnie           | 392.85 | 26.     |
| Mistrzostwa świata w pływaniu                                       | 2017 | Budapeszt | trampolina 1 m indywidualnie           | 419.05 | 6.      |
| Mistrzostwa świata w pływaniu                                       | 2017 | Budapeszt | trampolina 3 m indywidualnie           | 470.00 | 7.      |
| Mistrzostwa świata w pływaniu                                       | 2017 | Budapeszt | trampolina 3 m synchronicznie mężczyzn | 429.99 | brąz    |
| Mistrzostwa świata w pływaniu                                       | 2019 | Gwangju   | trampolina 1 m indywidualnie           | 396.40 | 7.      |
| Mistrzostwa świata w pływaniu                                       | 2019 | Gwangju   | trampolina 3 m indywidualnie           | 421.40 | 12.     |
| Mistrzostwa świata w pływaniu                                       | 2019 | Gwangju   | trampolina 3 m synchronicznie mężczyzn | 393.24 | 6.      |
| Mistrzostwa świata w pływaniu                                       | 2022 | Budapeszt | trampolina 1 m indywidualnie           | 277.65 | 37.     |
| Mistrzostwa świata w pływaniu                                       | 2022 | Budapeszt | trampolina 3 m synchronicznie          | 362.43 | 9.      |
| Mistrzostwa świata w pływaniu                                       | 2023 | Fukuoka   | trampolina 3 m indywidualnie           | 362.35 | 28.     |
| Mistrzostwa świata w pływaniu                                       | 2023 | Fukuoka   | trampolina 3 m synchronicznie          | 325.23 | 21.     |
| Mistrzostwa świata w pływaniu                                       | 2024 | Doha      | trampolina 3 m synchronicznie          | 363.12 | 6.      |
| Igrzyska europejskie                                                | 2023 | Rzeszów   | trampolina 3 m indywidualnie           | 402.20 | 5.      |
| Igrzyska europejskie                                                | 2023 | Rzeszów   | trampolina 3 m synchronicznie mężczyzn | 410.16 | złoto   |
| Mistrzostwa Europy w pływaniu, Mistrzostwa Europy w skokach do wody | 2017 | Kijów     | trampolina 1 m indywidualnie           | 391.10 | 4.      |
| Mistrzostwa Europy w pływaniu, Mistrzostwa Europy w skokach do wody | 2017 | Kijów     | trampolina 3 m indywidualnie           | 470.30 | brąz    |
| Mistrzostwa Europy w pływaniu, Mistrzostwa Europy w skokach do wody | 2017 | Kijów     | trampolina 3 m synchronicznie mężczyzn | 426.96 | srebro  |
| Mistrzostwa Europy w pływaniu, Mistrzostwa Europy w skokach do wody | 2018 | Glasgow   | trampolina 1 m indywidualnie           | 286.40 | 18.     |
| Mistrzostwa Europy w pływaniu, Mistrzostwa Europy w skokach do wody | 2018 | Glasgow   | trampolina 3 m indywidualnie           | 325.25 | 13.     |
| Mistrzostwa Europy w pływaniu, Mistrzostwa Europy w skokach do wody | 2018 | Glasgow   | trampolina 3 m synchronicznie mężczyzn | 378.90 | 4.      |
| Mistrzostwa Europy w pływaniu, Mistrzostwa Europy w skokach do wody | 2018 | Glasgow   | konkurs drużynowy                      | 355.90 | złoto   |
| Mistrzostwa Europy w pływaniu, Mistrzostwa Europy w skokach do wody | 2019 | Kijów     | trampolina 1 m indywidualnie           | 381.50 | srebro  |
| Mistrzostwa Europy w pływaniu, Mistrzostwa Europy w skokach do wody | 2019 | Kijów     | trampolina 3 m indywidualnie           | 402.35 | 6.      |
| Mistrzostwa Europy w pływaniu, Mistrzostwa Europy w skokach do wody | 2019 | Kijów     | trampolina 3 m synchronicznie mężczyzn | 386.55 | 4.      |
| Mistrzostwa Europy w pływaniu, Mistrzostwa Europy w skokach do wody | 2019 | Kijów     | konkurs drużynowy                      | 377.70 | 5.      |
| Mistrzostwa Europy w pływaniu, Mistrzostwa Europy w skokach do wody | 2020 | Budapeszt | trampolina 1 m indywidualnie           | 342.75 | 11.     |
| Mistrzostwa Europy w pływaniu, Mistrzostwa Europy w skokach do wody | 2020 | Budapeszt | trampolina 3 m indywidualnie           | 446.95 | 5.      |
| Mistrzostwa Europy w pływaniu, Mistrzostwa Europy w skokach do wody | 2020 | Budapeszt | trampolina 3 m synchronicznie mężczyzn | 409.92 | brąz    |
| Mistrzostwa Europy w pływaniu, Mistrzostwa Europy w skokach do wody | 2020 | Budapeszt | konkurs drużynowy                      | 382.00 | 5.      |
| Mistrzostwa Europy w pływaniu, Mistrzostwa Europy w skokach do wody | 2022 | Rzym      | trampolina 3 m synchronicznie mężczyzn | 384.39 | brąz    |